# Perdido sin tí
"Perdido Sin Ti" (рус. Пропадаю без тебя) — это четвёртый сингл с альбома Рики Мартина «Vuelve». Он был выпущен 18 августа 1998.

## Клип
Клип был снят Густавом Гарзоном в сентябре 1998 г. а Лос-Анджелесе.

## Появление в чарте
"Perdido Sin Tí" стала второй песней Рики Мартина после "Vuelve", которая держалась на верхушках Hot Latin Songs (одну неделю) и Latin Pop Songs (две недели) в США.

## Форматы и трек-листы
Mexican promotional CD single
1. "Perdido Sin Ti – 4:10

## Чарты
| Чарт (1998)                  | Наивысшая позиция |
| ---------------------------- | ----------------- |
| US Billboard Hot Latin Songs | 1                 |
| US Billboard Latin Pop Songs | 1                 |
| US Billboard Tropical Songs  | 10                |
| Finnish Top 50 Hits          | 27                |
| Finnish Airplay Chart        | 10                |